# Amaurornis
Amaurornis és un gènere d'ocells de la família dels ràl·lids (Rallidae) que habita zones humides amb vegetació, de l'Àfrica (amb Madagascar), Àsia meridional, sud-est asiàtic, Filipines i Indonèsia, fins a Austràlia i Melanèsia.

## Llista d'espècies
Se n'han descrit 5 espècies dins aquest gènere:
- polla isabelina (Amaurornis isabellina).
- polla becgrossa (Amaurornis magnirostris).
- polla de les Moluques (Amaurornis moluccana).
- polla de les Filipines (Amaurornis olivacea).
- polla pitblanca (Amaurornis phoenicurus).

Altres autors inclouen dins aquest gènere altres dues espècies:
- rasclet emmascarat - (Amaurornis cinerea) (=Poliolimnas cinereus).
- rasclet culroig - (Amaurornis marginalis) (=Aenigmatolimnas marginalis)